# Mégevette
Mégevette és un municipi francès situat al departament de l'Alta Savoia i a la regió d'Alvèrnia-Roine-Alps. L'any 2007 tenia 486 habitants.

## Demografia

### Població
El 2007 la població de fet de Mégevette era de 486 persones. Hi havia 175 famílies de les quals 42 eren unipersonals (19 homes vivint sols i 23 dones vivint soles), 43 parelles sense fills, 74 parelles amb fills i 16 famílies monoparentals amb fills.
La població ha evolucionat segons el següent gràfic:
Habitants censats

### Habitatges
El 2007 hi havia 376 habitatges, 182 eren l'habitatge principal de la família, 114 eren segones residències i 80 estaven desocupats. 322 eren cases i 51 eren apartaments. Dels 182 habitatges principals, 136 estaven ocupats pels seus propietaris, 39 estaven llogats i ocupats pels llogaters i 8 estaven cedits a títol gratuït; 1 tenia una cambra, 16 en tenien dues, 36 en tenien tres, 39 en tenien quatre i 90 en tenien cinc o més. 160 habitatges disposaven pel capbaix d'una plaça de pàrquing. A 57 habitatges hi havia un automòbil i a 113 n'hi havia dos o més.

### Piràmide de població
La piràmide de població per edats i sexe el 2009 era:
| Homes | Edats   | Dones |
| ----- | ------- | ----- |
| 0     | 95 o +  | 0     |
| 0     | 90 a 94 | 0     |
| 4     | 85 a 89 | 8     |
| 0     | 80 a 84 | 8     |
| 16    | 75 a 79 | 16    |
| 12    | 70 a 74 | 8     |
| 0     | 65 a 69 | 0     |
| 0     | 60 a 64 | 0     |
| 4     | 55 a 59 | 8     |
| 20    | 50 a 54 | 4     |
| 20    | 45 a 49 | 8     |
| 16    | 40 a 44 | 28    |
| 24    | 35 a 39 | 8     |
| 4     | 30 a 34 | 16    |
| 8     | 25 a 29 | 12    |
| 8     | 20 a 24 | 0     |
| 4     | 15 a 19 | 4     |
| 20    | 10 a 14 | 12    |
| 16    | 5 a 9   | 12    |
| 12    | 0 a 4   | 0     |

## Economia
El 2007 la població en edat de treballar era de 314 persones, 242 eren actives i 72 eren inactives. De les 242 persones actives 230 estaven ocupades (130 homes i 100 dones) i 12 estaven aturades (4 homes i 8 dones). De les 72 persones inactives 27 estaven jubilades, 19 estaven estudiant i 26 estaven classificades com a «altres inactius».

### Ingressos
El 2009 a Mégevette hi havia 188 unitats fiscals que integraven 501,5 persones, la mediana anual d'ingressos fiscals per persona era de 20.328 €.

### Activitats econòmiques
Dels 11 establiments que hi havia el 2007, 4 eren d'empreses de construcció, 1 d'una empresa de transport, 2 d'empreses d'hostatgeria i restauració, 2 d'empreses de serveis i 2 d'entitats de l'administració pública.
Dels 7 establiments de servei als particulars que hi havia el 2009, 1 era una oficina de correu, 3 fusteries, 1 electricista i 2 restaurants.
L'any 2000 a Mégevette hi havia 15 explotacions agrícoles que ocupaven un total de 385 hectàrees.

## Equipaments sanitaris i escolars
El 2009 hi havia una escola elemental.

## Poblacions més properes
El següent diagrama mostra les poblacions més properes.